# Landshövdingar i Gotlands län
Landshövdingen i Gotlands län är chef för Länsstyrelsen i Gotlands län.

## Lista över landshövdingar (tituleras före 1676 länsherrar)
- 1645–1648: Åke Ulfsparre
- 1648–1650: Gustaf Persson Banér
- 1650–1654: Axel Carlsson Sparre

Gotland ingick 1652–1654 i arvprinsen Karl Gustavs förläningar och 1654–1689 till drottning Kristinas underhållsländer. Under denna tid tillsattes generalguvernörer för att övervaka skatternas indrivande.
- 1654–1657 Herman Fleming
- 1657–1668 Seved Bååth
- 1669–1674 Gustaf Kurck
- 1674–1678 Jöran Gyllenstierna
  - 1676–1679 Niels Juel (var under den danska ockupationen tillsatt som ståthållare på Gotland)
- 1678–1689: Johan Cedercrantz (kunde formellt tillträda först sedan danskarna lämnat ön 1679)
- 1689–1708: Gustaf Adolf von der Osten
- 1708–1710: Anders Sparrfelt
- 1710–1711: Peter Snack
- 1711–1716: Nils Posse
- 1716–1728: Gustaf von Psilander
- 1728–1738: Johan Didrik Grönhagen
- 1738–1757: Jacob von Hökerstedt
- 1757–1763: Didrik Henrik Taube
- 1763–1765: Mårten Kalling
- 1765–1787: Carl Otto von Segebaden
- 1787–1798: Salomon Mauritz von Rajalin
  - april–maj 1798: Erik af Klint (vice landshövding)
- 1798–1800: Salomon Mauritz von Rajalin
  - juni–september 1800: Erik af Klint (vice landshövding)
- september–december 1800: Salomon Mauritz von Rajalin
  - december 1800–9 juni 1808: Erik af Klint (vice landshövding)
- 1808–1812: Salomon Mauritz von Rajalin
- 1812–1817: Carl Fredrik Aschling
- 1817–1833: Jacob Cederström
- 1833–1849: Michael Silvius von Hohenhausen
- 1849–1858: Gustaf Jacob af Dalström
- 1858–1862: Gillis Bildt
- 1862–1873: Henrik Gyllenram
- 1874–1883: Rudolf Horn
- 1883–1900: Emil Poignant
- 1901–1903: Conrad Cedercrantz
- 1903–1909: August Wall
- 1909–1912: Karl Rydin
- 1912–1927: Gustaf Roos
- 1927–1938: Alvar Elis Rodhe
- 1938–1941: Ola Jeppsson
- 1941–1951: Erik Nylander
- 1951–1959: Åke Hovgard
- 1959–1968: Martin Wahlbäck
- 1968–1974: Torsten Andersson
- 1974–1980: Einar Gustafsson
- 1980–1983: Lars Westerberg
- 1984–1991: Claes Elmstedt
- 1992–1998: Thorsten Andersson
- 1998–2004: Lillemor Arvidsson
- 2004–2009: Marianne Samuelsson[1]
- 2010–2018 Cecilia Schelin Seidegård[2]
- 2019–2024  Anders Flanking
- 2024-          Charlotte Petri Gornitzka